# Nikon D5100
La Nikon D5100 è una fotocamera reflex digitale della Nikon, presentata a Tokyo il 5 aprile 2011, che sostituisce la precedente D5000.
La D5100 è una fotocamera DSLR a pentaspecchio con sensore CMOS a 16,2 megapixel ed è dotata di un display LCD ad angolazione variabile da 3 pollici e 921000 punti di risoluzione. La fotocamera è dotata di funzionalità live-view, sensibilità ISO 100-6400 e registra video in risoluzione 1080p a 30 fps. Presenta un sistema AF a 11 Aree e la Messa a fuoco continua.